# Humberto Cabelli
Humberto Cabelli, às vezes referido como Umberto Cabelli (Uruguai, 1901 — Data e local de falecimento desconhecidos) foi um treinador e ex-futebolista uruguaio, que atuou como zagueiro.

## Carreira

### Como jogador
Em sua carreira, Cabelli atuou apenas pelo Pelotas, pelo então Palestra Itália (atual Palmeiras) e pelo já inexistente FBC Porto Alegre, sem conquistar títulos em nenhuma dessas equipes.

### Como treinador
Anos após encerrar suas atividades como beque, Cabelli deu início à vida fora das quatro linhas, tendo passagens — tanto numerosas quanto destacadas — no comando de Náutico, Palestra Itália-SP, Fluminense, XV de Piracicaba e Pelotas.
No Timbu, foi Bicampeão Pernambucano, com os triunfos em 1934 e 1939.
No Palestra, foi o responsável por conquistar o primeiro e, até hoje, único Tricampeonato Paulista palestrino, levantando as taças estaduais de 1932 (invicto), 1933 e 1934. Também conquistou a Taça Competência de 1932 e a primeira edição do Torneio Rio-São Paulo, que foi realizada em 1933.

## Estatísticas

### Como jogador
| Anos      | Clubes                               | J  | V | E | D | GM | % |
| --------- | ------------------------------------ | -- | - | - | - | -- | - |
| 1919      | Pelotas                              |    |   |   |   |    |   |
| 1925–1928 | Palestra Itália-SP (atual Palmeiras) | 11 |   |   |   | 3  |   |
| 1927      | Porto Alegre                         |    |   |   |   |    |   |

### Como treinador
| Anos                                                   | Clubes                               | J   | V  | E  | D  | GP | GC | SG | %      |
| ------------------------------------------------------ | ------------------------------------ | --- | -- | -- | -- | -- | -- | -- | ------ |
| –                                                      | Yankee                               |     |    |    |    |    |    |    |        |
| ca. Décadas de 1910–1930 Década de 1940 Década de 1950 | Pelotas                              |     |    |    |    |    |    |    |        |
| 1929–1930 1934–1935 1938–1940 1941 1949                | Náutico                              | 141 |    |    |    |    |    |    |        |
| 1930 1932–1933 1934 1934–1935                          | Palestra Itália-SP (atual Palmeiras) | 105 | 72 | 19 | 14 |    |    |    | 74,60% |
| 1935–1936 1944 1945                                    | Fluminense                           | 23  | 14 | 4  | 5  | 61 | 35 | 26 | 66,67% |
| 1947 1950 1952 1955 1959                               | XV de Piracicaba                     |     |    |    |    |    |    |    |        |

## Títulos

### Como treinador
Palestra Itália-SP (atual Palmeiras)
- Campeonato Paulista: 1932 (invicto), 1933 e 1934
- Taça Competência: 1932 (pela APEA)
- Torneio Rio-São Paulo: 1933

Náutico
- Campeonato Pernambucano: 1934 e 1939

XV de Piracicaba
- Campeonato Paulista – Segunda Divisão (atual Série A2): 1947[12]

## Campanhas de destaque

### Como treinador
Palestra Itália-SP (atual Palmeiras)
- Campeonato Paulista: 1930 (3º colocado)